# Korn (musikgrupp)
Korn (ibland skrivet KoЯn för att imitera bandets logotyp) är ett amerikanskt nu metal-band, bildat 1992 i staden Bakersfield i Kalifornien. Korn använder sju-strängade gitarrer och en fem-strängad bas nedstämda ett helt tonsteg på B-strängen, för att få till det mörka ljud som de numera är mest kända för.

## Historia
Bandet startades av Brian Welch, James Shaffer och Reginald Arvizu. De saknade dock två bandmedlemmar, så de satte ut annonser i tidningar i hopp om att hitta en trummis och en sångare. Det var då den 21-årige David Silveria ringde upp bandet och ville provspela för platsen som trummis. Han blev antagen. Inom kort uppmärksammade Shaffer och Welch Jonathan Davis efter att ha sett honom spela några låtar med sitt band Sexart på en bar. De ber honom provsjunga och eftersom det ganska snart visade sig att Jonathans raspiga, lite skrikiga stämma passade alldeles utmärkt till det mörka sound som Korn hade, blev han antagen.
1994 släppte de sitt självbetitlade debutalbum, varpå de släppte albumen Life Is Peachy (1996), Follow the Leader (1998), Issues (1999) samt Untouchables (2002).
När Korn skulle börja arbeta på nytt material för albumet See You on the Other Side, lämnade Brian Welch bandet för att han valt Jesus Kristus som sin frälsare, och skulle tillägna sin musikaliska sysselsättning honom. Bandet valde att utan Welch fortsätta spela gamla låtar live med hjälp av en inhyrd gitarrist (Rob Patterson, tidigare Otep). Dock har de valt att ha Rob bakom kulisserna där han spelar sina partier och är därmed inte medverkande på scenen.
År 2005 släppte de sitt första album utan Welch, See You on the Other Side. På baksidan av skivkonvolutet finns en dörr som beskrivs så här på deras webbplats: KoRn har öppnat dörren till ännu mer kreativitet (skapelseförmåga). Det gråtande barnet som är på fodralet till See You on the Other Side beskriver de mer i låten "Seen It All". I mars 2007 utgavs livealbumet MTV Unplugged, med bland annat låten Freak on a Leash där Davis sjunger tillsammans med Amy Lee från Evanescence.
I slutet av juli 2007 släppte Korn sitt åttonde fullängdsalbum, [untitled] (albumet har alltså inget namn), dock utan trummisen David Silveria på grund av att han då hade lämnat bandet. Terry Bozzio spelade in plattan istället för Silveria. Bozzio spelade bara in albumet; sedan tog Slipknottrummisen/Murderdollsgitarristen Joey Jordison över och spelade för Korn fram till oktober 2007. Under världsturnén spelade Ray Luzier med Korn. Bandet tog därefter en paus, för att låta bandmedlemmarna fokusera på sina respektive sidoprojekt, men gick in i studion i november 2009 och påbörjade nästa skiva, Korn III - Remember Who You Are, som släpptes i juli 2010.
I oktober 2016 släppte Korn sitt tolfte studioalbum — The Serenity of Suffering.

## Medlemmar
Nuvarande medlemmar
- Jonathan Davis – sång, säckpipa (1993–)
- James "Munky" Shaffer – gitarr, bakgrundssång (1993–)
- Brian "Head" Welch – gitarr, bakgrundssång (1993–2005, 2013–)
- Reginald "Fieldy" Arvizu – basgitarr (1993–)
- Ray Luzier – trummor (2007–)

Tidigare medlemmar
- David Silveria – trummor (1993–2006)

Turnerande medlemmar
- Zac Baird – keyboard, piano, bakgrundssång (2006– )

## Diskografi

### Studioalbum
- 1994 – Korn
- 1996 – Life Is Peachy
- 1998 – Follow the Leader
- 1999 – Issues
- 2002 – Untouchables
- 2003 – Take a Look in the Mirror
- 2005 – See You on the Other Side
- 2007 – Untitled
- 2010 – Korn III - Remember Who You Are
- 2011 – The Path of Totality
- 2013 – The Paradigm Shift
- 2016 – The Serenity of Suffering
- 2019 – The Nothing
- 2022 – Requiem

### Livealbum
- 2007 – MTV Unplugged
- 2012 – Live at the Hollywood Palladium

### EP
- 1993 – Neidermeyers Mind
- 1995 – Korn 1
- 1998 – The Best of KORN TV
- 1999 – Issues: Highlighted
- 1999 – All Mixed Up
- 2006 – Politics Remixes: Election Day EP
- 2009 – Digital EP #1
- 2010 – Digital EP #2
- 2010 – Digital EP #3

### Singlar
- 1993 – "Christmas Song"
- 1994 – "Clown"
- 1995 – "Blind"
- 1995 – "Need To"
- 1995 – "Shoots And Ladders"
- 1996 – "No Place To Hide"
- 1997 – "A.D.I.D.A.S."
- 1997 – "Good God"
- 1997 – "Good God: French Remixes"
- 1998 – "All In The Family" (med Fred Durst)
- 1998 – "Freak On A Leash" (US Alt. #6, US Main. #10)
- 1998 – "Got The Life"
- 1998 – "Children of The Korn" (med Ice Cube)
- 1999 – "B.B.K"
- 1999 – "Falling Away From Me" (US Alt. #7, US Main. #7)
- 1999 – "Make Me Bad (remixes)"
- 1999 – "Somebody Someone"
- 2000 – "Make Me Bad" (US Alt. #7, US Main. #9)
- 2002 – "Here To Stay" (US Alt. #4, US Main. #4)
- 2002 – "Thoughtless" (US Main. #6)
- 2002 – "Alone I Break"
- 2003 – "Right Now"
- 2003 – "Did My Time"
- 2004 – "Everything I've Known"
- 2004 – "Y'all Want A Single"
- 2004 – "Word Up!"
- 2004 – "Another Brick in the Wall"
- 2005 – "Twisted Transistor" (US Alt. #9, US Main. #3)
- 2005 – "Coming Undone" (US Main. #4)
- 2006 – "Coming Undone" (med Dem Franchize Boyz)
- 2006 – "Hypocrites"
- 2006 – "Politics"
- 2007 – "I Will Protect You"
- 2007 – "Evolution" (US Main. #4)
- 2007 – "Hold On" (US Main. #9)
- 2007 – "Freak on a Leash" (med Amy Lee)
- 2008 – "Kiss"
- 2008 – "Haze" (skriven och inspelat för Ubisoft-spelet Haze)
- 2010 – "Oildale (Leave Me Alone)" (US Main. #10)
- 2010 – "Let The Guilt Go"
- 2011 – "Get Up!" (med Skrillex) (US Main. #10)
- 2011 – "Narcissistic Cannibal" (med Skrillex och Kill The Noise) (US Main. #6)
- 2012 – "Chaos Lives in Everything"
- 2012 – "Way Too Far (Radio Edit)" (med 12th Planet och Flinch)
- 2013 – "Never Never" (US Main. #1)
- 2013 – "Spike in My Veins" (US Main. #5)
- 2014 – "Hater" (US Main. #5)
- 2016 – "Rotting in Vain"

### Samlingsalbum
- 2004 – Greatest Hits Vol.1
- 2006 – Live & Rare
- 2006 – Chopped, Screwed, Live & Unglued
- 2009 – Collected
- 2011 – The Essential Korn
- 2013 – Original Album Classics
- 2014 – The Box Set Series